# Plopsaland Theater Hotel
Het Plopsaland Theater Hotel (voorheen: Plopsa Hotel Belgian Coast), kortweg Plopsa Hotel, is een viersterrenhotel gelegen in De Panne, naast attractiepark Plopsaland Belgium. Het op gezinnen gerichte hotel maakt deel uit van Plopsa Resort, dat eigendom is van Plopsa Group.

## Geschiedenis
De bouw  van wat oorspronkelijk het Plopsa Hotel heette, begon in 2019. De opening stond oorspronkelijk gepland voor oktober 2020, maar door de coronapandemie werd het met een half jaar vertraagd en vond het pas in 2021 plaats.
Als deel van de sponsordeal met Proximus, de digitale-dienstenprovider, hadden verschillende faciliteiten van de Plopsa-onderneming Proximus in hun naam. Zo had het hotel de zogenaamde Proximus Cocktailbar. De sponsordeal werd in 2023 beëindigd en de benamingen werden overeenkomstig aangepast.
In 2024 onderging de Plopsa-onderneming rebranding, als gevolg waarvan de naam het hotel veranderd werd naar Plopsaland Theater Hotel.

## Beschrijving en voorzieningen

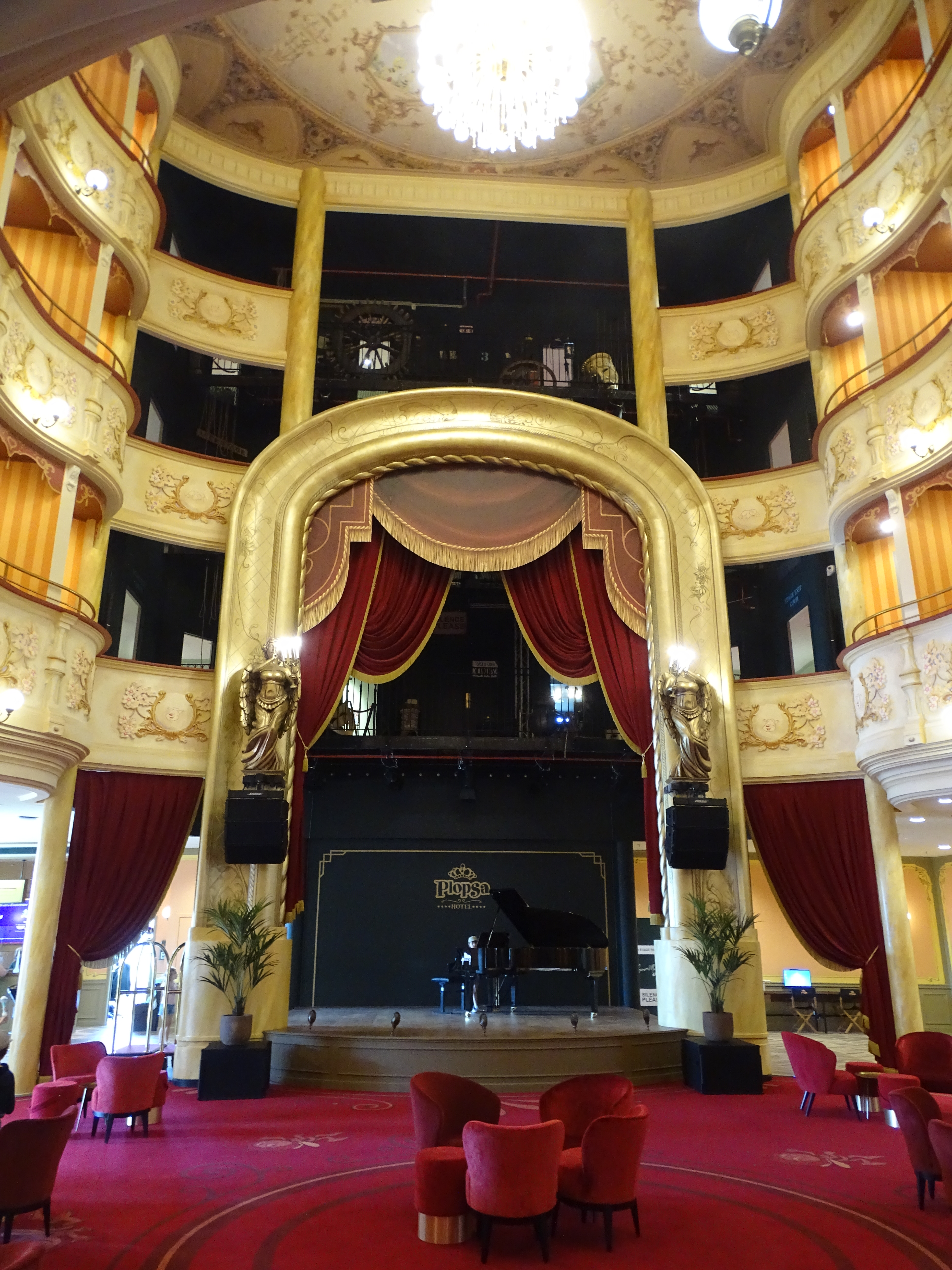
Het atrium.

Het hotel is vormgegeven als een klassiek theater met een monumentale entree. Het gebouw is voorzien van een geïntegreerd led-verlichtingssysteem en van geïntegreerde digitale services. Het atrium van het hotel is een open ruimte van drie verdiepingen hoog, met balkons en een centrale kroonluchter.
Het hotel bevat 117 kamers. Een aantal hiervan hebben thema's, waaronder Piet Piraat, Kabouter Plop, Samson & Marie, Wickie de Viking en Maja de Bij. In het hotel bevindt zich voorts een restaurant (Le Grand Buffet), een cocktailbar, een bar (Joe Bar), drie conferentiezalen en een theater.
Afbeeldingen